# Cuignières
Cuignières ist eine französische Gemeinde mit 266 Einwohnern (Stand: 1. Januar 2022) im Département Oise in der Region Hauts-de-France (vor 2016 Picardie). Sie liegt im Arrondissement Clermont und ist Teil der Communauté de communes du Plateau Picard und des Kantons Saint-Just-en-Chaussée. 

## Geographie
Cuignières liegt etwa auf halbem Weg zwischen den Städten Beauvais und Compiègne in einem landwirtschaftlich intensiv bewirtschafteten Gebiet ohne oberirdische Fließgewässer. Umgeben wird Cuignières von den Nachbargemeinden Lieuvillers im Nordwesten und Norden, Erquinvillers im Norden und Nordosten, Noroy im Osten, Rémécourt im Südosten, Lamécourt im Süden, Avrechy im Südwesten und Westen sowie Saint-Remy-en-l’Eau im Nordwesten.

## Bevölkerungsentwicklung
| Jahr                       | 1962 | 1968 | 1975 | 1982 | 1990 | 1999 | 2006 | 2013 | 2021 |
| -------------------------- | ---- | ---- | ---- | ---- | ---- | ---- | ---- | ---- | ---- |
| Einwohner                  | 99   | 96   | 102  | 119  | 169  | 177  | 203  | 240  | 259  |
| Quellen: Cassini und INSEE |      |      |      |      |      |      |      |      |      |

## Sehenswürdigkeiten
- Kirche Saint-Martin aus dem Jahre 1598

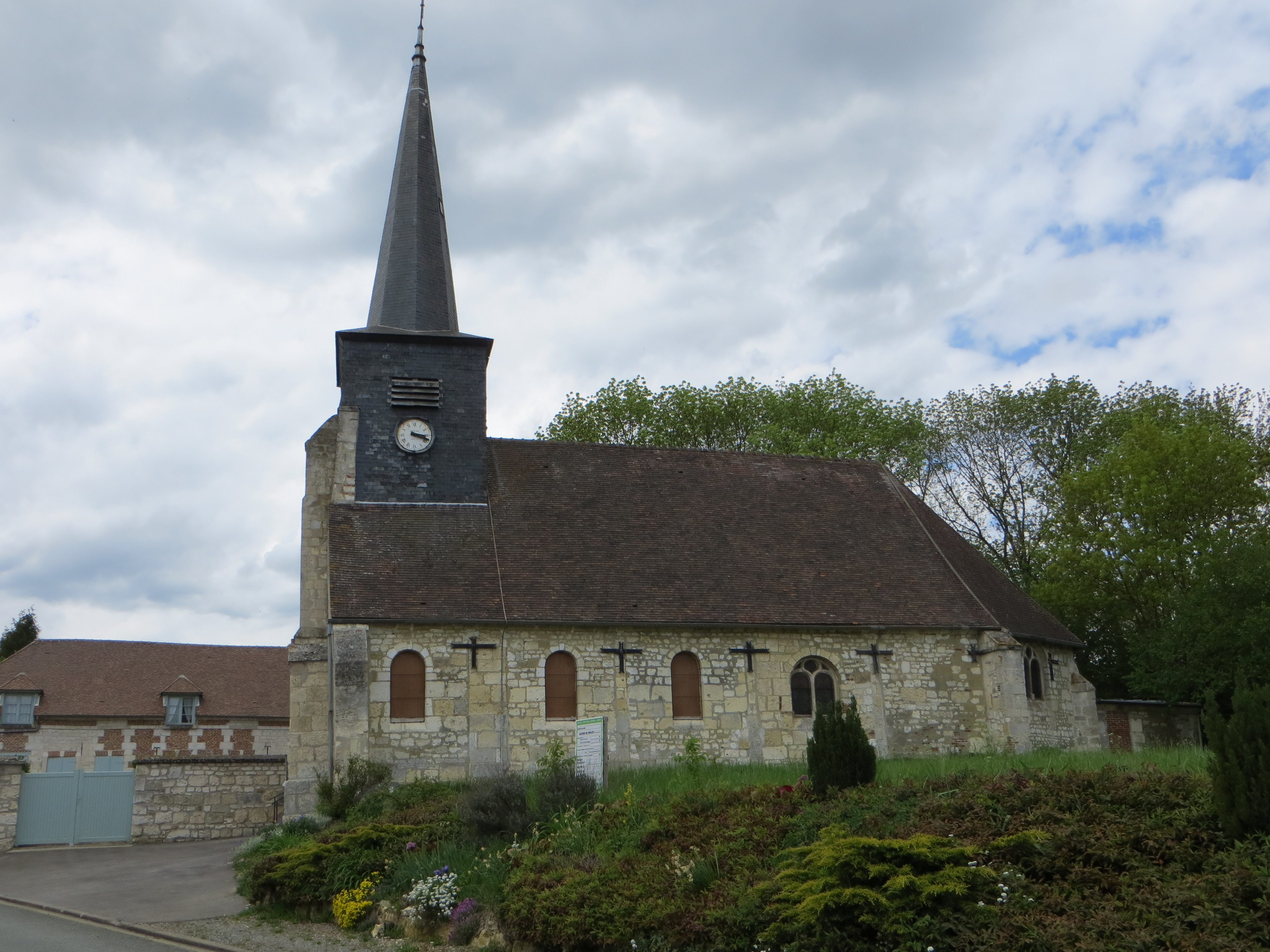
Kirche Saint-Martin
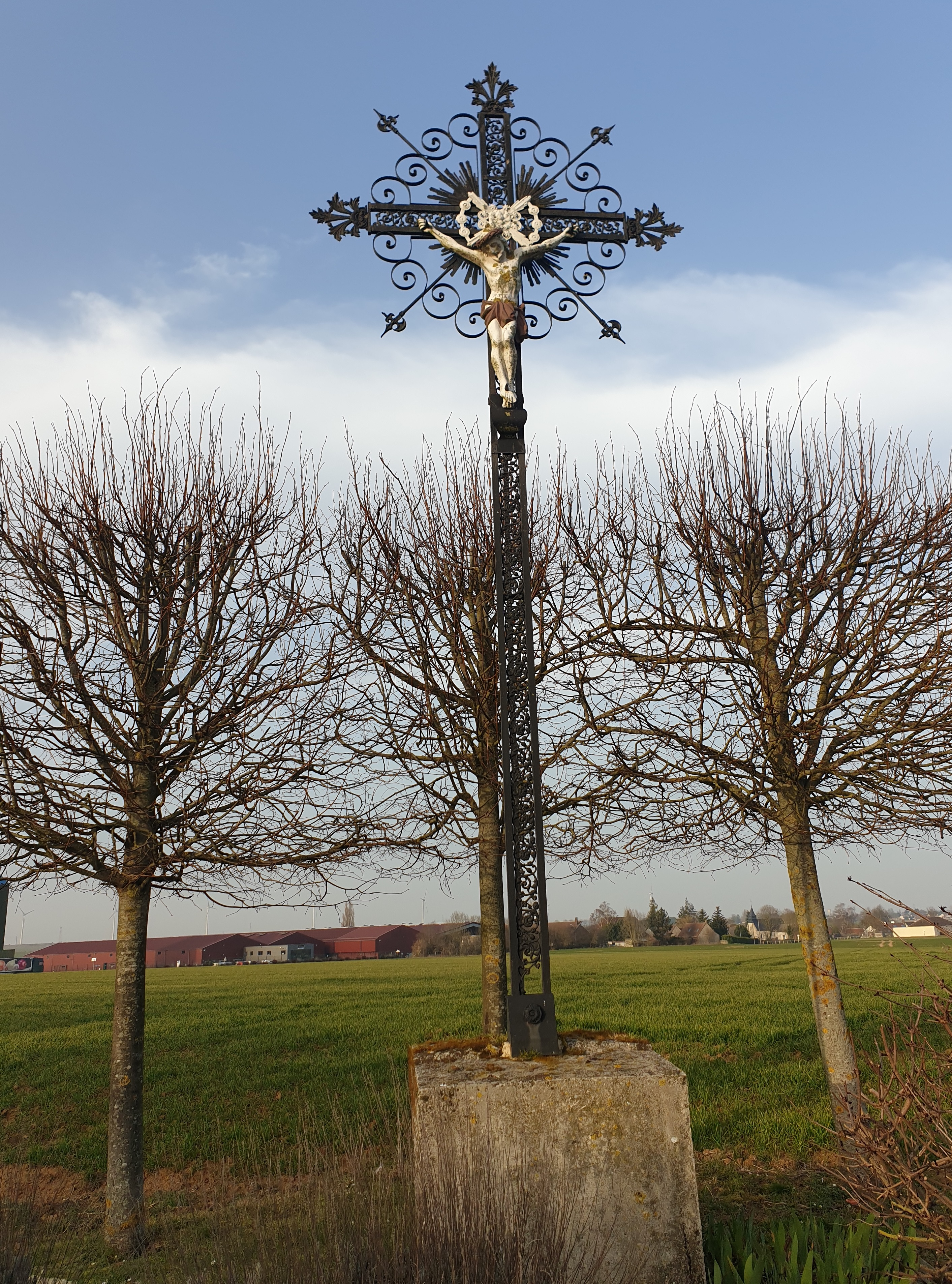
Calvaire